# ФК Таргу Муреш
ФК Таргу Муреш (рум. Asociația Sportivă Ardealul Târgu Mureș) је бивши румунски фудбалски клуб из Таргу Муреша.

## Успеси
Прва лига Румуније:
- Другопласирани (1): 2014/15.

Друга лига Румуније:
- Првак (1): 2009/10.
- Друго место (1): 2013/14.

Суперкуп Румуније:
- Освајач (1): 2015.